# 도리스 (그리스)
도리스(고대 그리스어: ἡ Δωρίς,  Eth. 고대 그리스어: Δωριεύς, pl. 고대 그리스어: Δωριῆς, 고대 그리스어: Δωριεῖς; 라틴어: Dores, Dorienses)는 테살리아, 로크리스, 포키스 남부 아나톨리아에 속해 있던 고대 그리스의 산악 지역으로 그리스 로리아 인들의 고향이었다. 이 지역은 오이타 산과 파르나소스 산 사이에 위치해 있으며, 케피소스 지류인 핀도스 강 계곡으로 구성되어 있으며, 케피소스의 수원에서 멀지 않는 곳으로 흘러간다. 핀도스 강은 현재 아포스톨리아(Apostoliá)라고 불린다.  이 계곡은 포키스 방향으로 열려있지만, 드뤼마이아, 티트로니움, 그리고 암피카이아와 같은 포키스 최후의 도시들이었던 케피소스의 계곡보다 더 높은 곳에 위치해 있다.

## 지리
도리스는 헤로도투스에 의하면 말리스와 포키스 사이에 위치해 있으며, 폭이 30 스타디아 밖에 되지 않으며, 이것은 아포스톨리아 계곡의 가장 넓은 범위와 일치한다. 이 계곡에는 도리아 테라폴리스를 구성하는 에리네오스, 보이움, 퀴티니움, 그리고 아키파스라고도 불리는 핀도스까지 4개의 타운이 있었다.